# Cesija
Cesija ili ustup je ustupanje potraživanja, koje može biti ugovorno ili zakonsko, a njime vjerovnik prenosi, odnosno ustupa, neku svoju tražbinu na drugu osobu. Pritom dosadašnji (stari) vjerovnik ili cedent ustupa potraživanje od svog dužnika ili cesusa novom vjerovniku ili cesionaru i time posredno podmiruje svoju obvezu prema tom novom vjerovniku. Stoga u cesiji sudjeluju tri osobe: vjerovnik, koji prenosi potraživanje, novi vjerovnik, na koga se potraživanje prenosi i dužnik, koji podmiruje potraživanje. Tražbina pritom ostaje nepromijenjena.